# سایاکا هارادا
سایاکا هارادا (انگلیسی: Sayaka Harada؛ زادهٔ ۲۳ دسامبر ۱۹۹۷) صداپیشگی در ژاپن اهل ژاپن است.